# 낙반
낙반(落盤)은 터널 갱내에서 지질불량 등으로 인해 천장부가 붕괴하여 떨어지는 것이다. 낙반은 채광, 터널링 또는 트렌칭(trenching)과 같은 가파른 벽 굴착 중에 발생할 수 있는 지질학적 형성물, 광산 또는 구조물의 붕괴이다. 자발적 낙반이 발생하기 쉬운 지질 구조에는 알바(alvar, 석회암 포장) 및 기타 석회암 형성물이 포함되지만 용암 동굴 및 다양한 기타 지하 암석 형성물도 포함될 수 있다. 빙하 동굴 및 기타 얼음 형성물은 따뜻한 온도나 흐르는 물에 노출되면 붕괴되기 쉽다.
광산에서 지붕 낙하(roof fall)라는 용어는 셰일 한 조각의 낙하에서 표면에 도달하는 싱크 홀을 형성하는 붕괴에 이르기까지 다양한 유형의 붕괴를 나타내는 데 사용된다. 그러나 광산에서의 지붕 낙하는 우연이 아니다. 장벽 채광 및 후퇴 채광에서 광부는 광산 지붕의 넓은 영역 아래에서 모든 지지대를 체계적으로 제거하여 작업 영역 바로 너머에 정착할 수 있도록 한다. 이러한 채광 방법의 목표는 지붕 붕괴와 이에 따른 지표 침하를 방지하는 것이 아니라 이를 제어하는 것이다.